# Рот
Вижте пояснителната страница за други значения на Рот.
Рот (на немски: Roth) е град в югозападна Германия, административен център на окръг Рот в провинция Бавария. Населението му е около 24 800 души (2015).
Разположен е на 339 метра надморска височина във Франконската койпер-лиасова равнина, на 4 километра западно от канала „Рейн - Майн - Дунав“ и на 23 километра южно от центъра на Нюрнберг. Селището е известно от 1060 година, а през XVI век в града се установяват много хугенотски бежанци, които развиват производството на тел.